# 超執刀 カドゥケウス
『超執刀 カドゥケウス』（Trauma Center: Under the Knife）は、株式会社アトラスが2005年6月16日に発売したニンテンドーDS用ソフトである。アメリカでは同年10月11日、ヨーロッパでは2006年3月31日に発売された。
2007年4月26日にアトラスベストコレクションとして再発売された。

## 概要
ニンテンドーDSの特徴のひとつであるタッチパネルを最大限に生かし『SF外科アクション』という新たなジャンルを提案した。
プレイヤーは天才外科医・月森孝介となり、助手・利根川アンジュと共に謎の奇病ギルス (guilth) に侵された患者を救うべく立ち向かう。
一貫した物語を楽しむ為のシナリオが用意されており、一見するとアドベンチャーゲームのようだが、手術シーンではそのジャンル名の通りまさにアクションゲームである。かなり難度が高く、瞬時に的確な道具を選び、状況を見極めて効果的な処置を施さなければ目的の達成は難しい。
メーカー側も予想外のヒットとなり、また追加販売が無い事から一時期は入手困難となっていたが、ベスト版として再発売された。なお、ベスト版では難易度調整が追加されている他、パッケージイラストも新規のものが描き下ろされている。
プロデューサーは『真・女神転生III-NOCTURNE』「ペルソナシリーズ」ディレクターの橋野桂。シナリオは磯貝正吾。サウンドは「ペルソナシリーズ」サウンドの目黒将司。キャラクターデザインは池端まぐろだが、リメイク版以降のシリーズ作品では土居政之のイラストで統一されている。

## ストーリー
2018年、幾たびもの危機を乗り越えてきた人類の歴史に新たなる影が落ちる。
―――――死に至る奇病「ギルス（GUILT）」。
その発生地、原因、有効な治療方法全てが不明である。その脅威に立ち向かうのが医療の裏の歴史を支え、あらゆる病の撲滅を目的とする世界組織「カドゥケウス」。主人公、月森孝介はカドゥケウスに身を寄せ、奇病と戦い、人々を救いながら医師として、そして人間として成長していく。

## 医療器具
レーザー
レーザーを照射する。小さな腫瘍やポリープ、寄生虫を焼却する際に使用するが、同じ場所に長時間照射し続けると内臓を傷付けてしまう。
ヒールゼリー
消毒、治癒、止血と様々な用途に使える万能薬。小さな裂傷ならこれだけで治療出来る。執刀の際の消毒にも使用。出血が激しい裂傷に塗る事で一時的にバイタルの低下を防ぐ事も出来る。
ドレーン
長い管を使って血溜まりや膿を吸引する。使う機会は殆ど無いが吸い出した液体を戻す事も可能。
ピンセット
主に異物や腫瘍の除去に用いる。異物を摘出する場合は傷口に垂直にゆっくりと抜き取るのがコツ。開いた裂傷を塞いだり、人工皮膚を被せる際も使用。
手
心臓マッサージや人工皮膚を馴染ませる際に使用する。
スキャナ
エコーとルーペの二つの使い方が存在する。エコーは病巣を見つけ出す場合に、ルーペは患部の視点を拡大、縮小する場合に使用する。
メス
皮膚の切開、患部の切除に使用。使用する場合はマーカーに沿ってゆっくり切る必要がある。関係無い場所にメスを入れるとバイタルが低下する。ギルス戦では隠れたギルスを引きずり出す際や、ギルスへの直接攻撃にも使用する。
針＆糸
切開した傷、大きな裂傷、移植片隣部の縫合に用いる。傷口の両端をジグザグに縫う必要があり、間隔も狭すぎず広すぎず、素早く縫合しなければならない。ちなみに最後の閉胸以外は縫合した瞬間に傷が消える。
注射器
患部へ薬剤を投与する。その場に応じた何種類もの薬剤が存在するが、どの場面でも共通して仕えるのが回復薬である。これはバイタルを一定値回復させるものであり、使用制限は無い（残量が無くなると他の器具同様、一時的に使用不可になる）。難易度の高い手術ではこの薬が命綱となる。
保護テープ
縫合した傷口に貼り付ける。手術の仕上げに使用。貼り方が雑だとミスが増えるので最後まで気は抜けない。
超執刀
ストーリーの途中から使用可能になる主人公の特殊能力。画面に五芒星を描くことで発動し、一定時間、時間の流れが遅くなる。使い方次第で困難な状況を打破出来るが、使用者の体に負担が掛かる為、一度の手術で一回しか使えない。ここぞと言う使い時を見極める必要がある。

## 登場人物
月森孝介（つきもり こうすけ）
本ゲームの主人公となる天才外科医。海外版ではDerek Stiles。26歳。父親を病気で失っており、その事がきっかけで医師を目指す。当初は北崎医院の医師だったが後にアンジュと共にカドゥケウスへと異動。序盤は研修医気分の抜けていない未熟な新米医師だったが、医療活動を経て一人前の執刀医へと成長していく。その集中力の高さから執刀中に超スピードで執刀を行える「超執刀」と呼ばれる神業を会得する。謎の奇病「ギルス」に出会い、その事がきっかけで大きな流れに巻き込まれていく。ゲーム中では手術に失敗すると失踪してしまい、ゲームオーバーとなる。
利根川アンジュ（とねがわ あんじゅ）
声 - 中村サチコ
特殊オペ看護士のライセンスを持つエリート看護師。月森の助手となる女性。21歳。医療に関する知識が豊富で優秀。登場時は月森を軽んじていたがある患者の手術で月森を認め、徐々に信頼関係を築いていく。若さゆえに精神的に未熟な所もあるが、月森と共に医療活動に当たっていくうちに成長してゆく。
佐倉東吾（さくら とうご）
影を背負った若き外科医。カドゥケウス勤務2年目。月森の大学時代の同僚。彼の行動には謎が多く、良くない噂も付きまとっている。妹にりんがおり､デフテラに感染している
明神さやか（みょうじん さやか）
男勝りな性格が災いして「鉄の女」と呼ばれている、カドゥケウスの常勤麻酔医。的確な判断力と冷静な行動でスタッフの信頼も厚い。
古村百恵（ふるむら ももえ）
序盤に月森に術式を教えてくれるベテラン看護助手。39歳（説明書には34歳と記述されている）。面倒見が良く慕われているが口うるさいことも。
新垣修也（あらがき しゅうや）
クールなカドゥケウスの頭脳。25歳。カドゥケウスの病理研究室長を務める。様々な論文や研究を発表している。少々神経質。
沓掛真一（くつかけ しんいち）
月森の勤める北崎病院の外科部長兼、医局長。35歳。頼れる人間性と確かな腕で実質北崎病院のトップ。月森の研修医時代からの指導医。
北崎威一郎（きたざき いいちろう）
北崎病院院長。62歳。かつては日本を代表する名医であったが、ある出来事をきっかけにメスを置いてしまう。なお、同じアトラスのゲームである世界樹の迷宮に友情出演している。